# Championnat de Malaisie de football
Le championnat de Malaisie de football, dénommé Liga Super Malaysia, est le championnat professionnel de football masculin de plus haut niveau de la Fédération de Malaisie de football. Il regroupe les meilleurs clubs de Malaisie. 

## Histoire

### Les débuts
Depuis 1921, une seule compétition existe en Malaisie : la Coupe de Malaisie qui rassemble chaque année les meilleures équipes du pays. Organisée par la fédération malaisienne, elle comporte plusieurs phases qualificatives et est disputée durant toute l'année. À partir de 1979, une phase régulière de type championnat, avec une poule unique où toutes les formations s'affrontent est mise en place et un titre officieux de champion de Malaisie est décerné à la fin de cette phase. Cependant, le championnat ne reste qu'une étape de la compétition, puisque les huit premiers du classement continuent l'aventure en Coupe et disputent les quarts de finale. La fédération ne reconnaît les titres de champions qu'à partir de 1982.
Les participants sont uniquement les équipes d'États ainsi que celles des Forces armées et de la Police. En accord avec les fédérations voisines, deux équipes composée de joueurs étrangers, Brunei FA et les Singapour Lions XII, sont également engagées chaque saison dans la compétition. Singapour Lions va même remporter l'une des premières éditions du championnat en 1985.

### Création d'un championnat indépendant
En 1989 a lieu la mise en place de la Semi-Pro League. La compétition débute au niveau des États qui désigne chacun une équipe qualifiée pour la suite de la compétition. Les dix-sept États du pays se voient répartis entre une première division de 9 formations et une deuxième division qui en compte huit. Chaque club rencontre une fois tous les adversaires de sa division : les six premiers de D1 et les deux premiers de D2 se qualifient pour les quarts de finale de la Coupe de Malaisie.
Un système de promotion-relégation entre les deux divisions permet de donner un intérêt à la compétition pour les équipes les moins bien classées.
Le système à deux divisions est abandonné en 1994 avec l'instauration d'une division unique, sans relégation, avec uniquement des clubs d'États (plus les équipes de Brunei et Singapour). Singapour va d'ailleurs remporter à nouveau la compétition en 1994. Durant cette période, ce sont les dix premiers du classement final du championnat qui accèdent à la phase finale de la Coupe de Malaisie.

### Avènement de laLiga Super

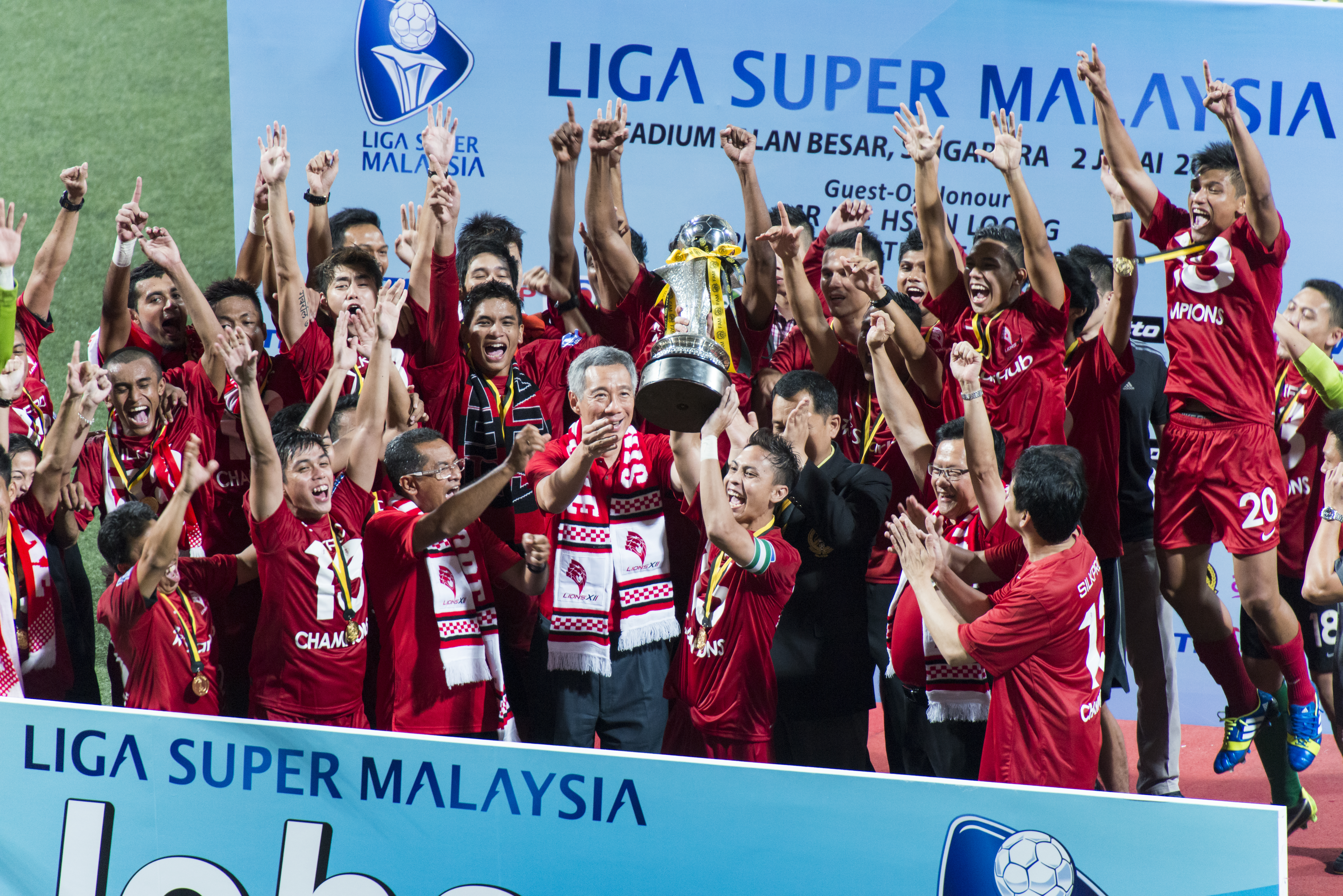
Le capitaine Shahril Ishak de l'équipe LionsXII recevant le trophée du championnat de Malaisie de football 2013 de la part du Premier ministre Lee Hsien Loong au Jalan Besar Stadium de Singapour.

En 2004, la fédération décide de modifier en profondeur son championnat et met en place la Liga Super. Le championnat est réduit de 14 à 8 équipes seulement, en passant par un système de play-offs. Les critères économiques et la solidité financière des clubs sont pris en compte pour permettre aux équipes de s'engager chaque saison. Cette décision va entraîner de nombreux forfaits avant chaque édition, permettant la promotion supplémentaires d'équipes de deuxième division. De plus, la création de la Liga Super a permis à des équipes de clubs (et non plus seulement des équipes d'États) de participer au championnat.
Actuellement, douze clubs sont engagés chaque année en championnat, au sein d'une poule unique où les équipes s'affrontent à deux reprises (à domicile et à l'extérieur). Les deux derniers du classement sont relégués et remplacés par les deux meilleurs clubs de Premier League, la deuxième division malaisienne. À l'issue de la saison, le champion se qualifie pour le tour préliminaire de la Ligue des champions de l'AFC alors que le vainqueur de la Coupe de Malaisie (ou le deuxième du championnat en cas de doublé) se qualifie pour la Coupe de l'AFC.
Le quadruple tenant du titre est le club de Johor Darul Ta'zim FC, qui domine actuellement le football malais, avec quatre titres de champion consécutifs et une victoire inattendue en Coupe de l'AFC 2015.

## Palmarès
- 1982 : Penang FA
- 1983 : Melaka FA
- 1984 : Selangor FA
- 1985 : Singapour Lions XII
- 1986 : Kuala Lumpur FA
- 1987 : Pahang FA
- 1988 : Kuala Lumpur FA
- 1989 : Selangor FA
- 1990 : Selangor FA
- 1991 : Johor FA
- 1992 : Pahang FA
- 1993 : Kedah FA
- 1994 : Singapour Lions XII
- 1995 : Pahang FA
- 1996 : Sabah FA
- 1997 : Sarawak FA
- 1998 : Penang FA
- 1999 : Pahang FA
- 2000 : Selangor FA
- 2001 : Penang FA
- 2002 : Perak FA
- 2003 : Perak FA
- 2004 : Pahang FA
- 2005 : Perlis FA
- 2005-2006 : Negeri Sembilan FA
- 2006-2007 : Kedah FA
- 2007-2008 : Kedah FA
- 2009 : Selangor FA
- 2010 : Selangor FA
- 2011 : Kelantan FA
- 2012 : Kelantan FA
- 2013 : Singapour Lions XII
- 2014 : Johor Darul Ta'zim FC
- 2015 : Johor Darul Ta'zim FC
- 2016 : Johor Darul Ta'zim FC
- 2017 : Johor Darul Ta'zim FC
- 2018 : Johor Darul Ta'zim FC
- 2019 : Johor Darul Ta'zim FC
- 2020 : Johor Darul Ta'zim FC
- 2021 : Johor Darul Ta'zim FC
- 2022 : Johor Darul Ta'zim FC
- 2023 : Johor Darul Ta'zim FC
- 2024-2025 : Johor Darul Ta'zim FC

## Bilan
- 11 titres : Johor Darul Ta'zim FC
- 6 titres : Selangor FA
- 5 titres : Pahang FA
- 3 titres : Penang FA - Singapour Lions XII
- 2 titres : Kuala Lumpur FA - Perak FA - Kedah FA
- 1 titre : Johor FA - Melaka FA - Perlis FA - Sabah FA - Sarawak FA - Negeri Sembilan FA